# رودریگ بویسفر
رودریگ بویسفر (انگلیسی: Rodrigue Boisfer؛ زادهٔ ۲۴ ژانویهٔ ۱۹۸۱) بازیکن فوتبال اهل فرانسه است.
از باشگاه‌هایی که در آن بازی کرده‌است می‌توان به باشگاه فوتبال جنوآ، باشگاه فوتبال پروجا، و باشگاه فوتبال ونتزیا اشاره کرد.